# Wilma van Velsen
Wilma van Velsen (Países Bajos, 22 de abril de 1964) es una nadadora neerlandesa retirada especializada en pruebas de estilo libre, donde consiguió ser medallista de bronce olímpica en 1980 en los 4 x 100 metros libre.

## Carrera deportiva
En los Juegos Olímpicos de Moscú 1980 ganó la medalla de bronce en los relevos de 4 x 100 metros estilo libre, con un tiempo de 3:49.51 segundos, tras la República Democrática Alemana (oro) y Suecia (plata), siendo sus compañeras de equipo las nadadoras: Conny van Bentum, Reggie de Jong y Annelies Maas.